# Elisabetta Imelio
Elisabetta Imelio, nota anche con lo pseudonimo di Boom Girl (Pordenone, 22 novembre 1975 – Aviano, 29 febbraio 2020), è stata una musicista e cantante italiana.
Era anche appassionata di nuoto ed istruttrice a livello agonistico alla Gymnasium Pordenone.

## Biografia
Dal 1995 fece parte dei Prozac+ come bassista. Ottenne molta notorietà nel 1998 assieme alla band con l'album Acido Acida; nel 1997 gli Afterhours le dedicarono un brano dall'album Hai paura del buio?, intitolato Elymania.
Dopo lo scioglimento dei Prozac+, nel 2007, assieme al chitarrista del gruppo, Gian Maria Accusani, creò i Sick Tamburo di cui è stata la cantante. È con i Sick Tamburo che ha realizzato il progetto benefico che ha visto la pubblicazione della nuova versione del brano La fine della chemio (2015) scritto per lei da Gian Maria Accusani per darle forza durante uno dei periodi più difficili della sua vita. Il pezzo, cantato nella nuova versione (2017) da vari artisti tra cui Manuel Agnelli, Jovanotti, Lo Stato Sociale, Tre Allegri Ragazzi Morti, Meg, Elisa, è stato diffuso per raccogliere fondi da dedicare all'Associazione di canottaggio Le Donne in Rosa (costituito da donne operate di cancro) di cui Elisabetta faceva parte.
È morta il 29 febbraio 2020 al Centro di riferimento oncologico di Aviano all'età di 44 anni, per un tumore mammario, andato dapprima in remissione, ma poi metastatizzato a livello epatico. La notizia è stata resa pubblica il 1º marzo, e i funerali si sono svolti a Pordenone nella Chiesa di San Lorenzo a Roraigrande il giorno 4 marzo.

## Vita privata
Nel 2019 sposò Francesco Paolo Isidoro, dopo una lunga convivenza. Ebbe un figlio, nato nel 2010.

## Discografia

### Discografia con i Prozac+
- 1996 – Testa plastica
- 1998 – Acido Acida
- 2000 – 3Prozac+
- 2002 – Miodio
- 2004 – Gioia nera

### Discografia con i Sick Tamburo
Album in studio
- 2009 – Sick Tamburo
- 2011 – A.I.U.T.O.
- 2014 – Senza vergogna
- 2017 – Un giorno nuovo
- 2019 – Paura e l'amore

EP
- 2012 – La mia mano sola